# Ana Johnsson
Ana Johnsson (født 4. oktober 1977) er en sangerinde fra Sverige.

## Diskografi
- Cuz I Can (2004)
- The way I am (2004)
- Little Angel (2006)